# 20853 Yunxiangchu
20853 Yunxiangchu è un asteroide della fascia principale. Scoperto nel 2000, presenta un'orbita caratterizzata da un semiasse maggiore pari a 2,5241675 UA e da un'eccentricità di 0,0993065, inclinata di 4,13283° rispetto all'eclittica.